# Peder Tuborgh
Peder Tuborgh (født 22. april 1963 i Skanderborg) er en dansk erhvervsleder, der siden 2005 har været administrerende direktør for Arla Foods. 
Peder Tuborgh er søn af professor Mogens N. Pedersen og er opvokset i Rynkeby. Efter at have taget sin studentereksamen ved Mulernes Legatskole i 1982 blev han i 1987 cand.merc. ved Odense Universitet. Han blev samme år produktchef for MD Foods i Tyskland og i 1990 marketingchef for MD Foods i Saudi-Arabien. I 1994 vendte han hjem til Danmark og blev marketingdirektør for Arla Foods i Danmark indtil han i 2000 blev divisionsdirektør for Division Danmark i Arla Foods. I 2002 blev han koncerndirektør med ansvar for bl.a. Norden og i 2005 administrerende direktør efter Åke Modig.
Han er gift med Mette Tuborgh, der er tidligere produktgruppechef i Arla Foods. Parret er bosat i Højbjerg.
I 2007 blev han kåret som årets erhvervstaler. Han er medlem af VL-gruppe 3, næstformand i Aarhus Universitets bestyrelse, chairman for Global Dairy Platform samt tidligere formand for regeringens Fødevarevækstteam 2012/13, siden 2014 bestyrelsesformand i Pandora A/S.